# Bataille du convoi de Campobasso
Campagnes d'Afrique, du Moyen-Orient et de Méditerranée (1940-1945)
Batailles
1940
- Vado
- Siège de Malte
- Club Run
- Convoi Espero
- Mers el-Kébir
- Punta Stilo
- Cap Spada
- Hurry
- Cap Passero
- MB.8
- Tarente
- Détroit d'Otrante
- White
- Cap Teulada

1941
- Excess
- Convoi AN 14
- Grog
- Abstention
- Baie de La Sude
- Cap Matapan
- Îles Kerkennah
- Crète
- Galite
- Substance
- Halberd
- Convoi Duisburg
- Cap Bon
- Syrte (1941)
- Rade d'Alexandrie

1942
- Syrte (1942)
- Calendar
- Bowery
- Albumen
- Harpoon
- Vigorous
- Pedestal
- Agreement
- Torch
- Stoneage
- Sabordage de la flotte française à Toulon
- Portcullis
- Banc de Skerki
- Olterra (navire auxiliaire)
- Raid sur Alger

1943
- Zouara
- Convoi de Cigno
- Convoi de Campobasso
- Corkscrew
- Husky
- Gela
- Scylla
- Pietracorbara
- Dodécanèse
  - Rhodes
  - Leros
  - Kos
- Convoi KMF-25A

1944
- Ist
- Raid sur Santorin
- Raid sur Symi
- Port-Cros
- La Ciotat
- Île de Pag

1945
Mer Ligure
- Convois alliés
  - convois de Malte
- Campagne des U-boote
- Campagne adriatique

La bataille du convoi de Campobasso était un engagement naval entre trois destroyers de la Royal Navy et un torpilleur italien de la Regia Marina qui a eu lieu au large du cap Bon durant la campagne d'Afrique du Nord de la Seconde Guerre mondiale dans la nuit du 3/4 mai 1943, à la fin de la Campagne de Tunisie. Les italiens escortaient le navire de transport Campobasso de 3.556 tonnes vers la Tunisie.

## Contexte
Alors que la campagne de Tunisie touchait à sa fin, le HMS Petard, le HMS Paladin et le HMS Nubian patrouillaient au large du cap Bon. Dans la nuit du 29 au 30 avril, ils firent un balayage le long de la côte sud de la Sicile et coulèrent un navire marchand de 2 000 tonnes escorté par des schnellboots allemands, sans dommage ni perte pour eux-mêmes.
Quelques jours plus tard, Nubian, Petard et Paladin, après une information services de renseignement, ont attendu qu'un convoi italien croise leur chemin. Le navire marchand italien Campobasso avait quitté l'île de Pantelleria (Sicile) chargé de bombes, de mines terrestres, de transports motorisés et d'autres fournitures vitales aux forces de l'Axe assiégée en Tunisie. C'était l'un des quatre derniers convois envoyés d'Italie en Tunisie. Le marchand a ensuite été escorté par le torpilleur italien Perseo de classe Spica peu après le départ.

## Combat naval
Dans la nuit du 3/4 mai, les radars des destroyers britanniques ont détecté des contacts en direction de la côte tunisienne. Le torpilleur italien Perseo, utilisant un détecteur de radar Metox, a capté les émissions des destroyers britanniques et a averti le haut commandement italien que le convoi avait été trouvé.
Les trois destroyers britanniques ont attaqué le navire marchand italien Campobasso qui a été touché à plusieurs reprises, incendié et en moins d'une demi-heure, d'énormes explosions des munitions et bombes transportées. Les coups ont été marqués par un canon de 4 pouces et des tirs de «pompons». Le navire a coulé rapidement avec la perte de 73 des 103 hommes à bord.

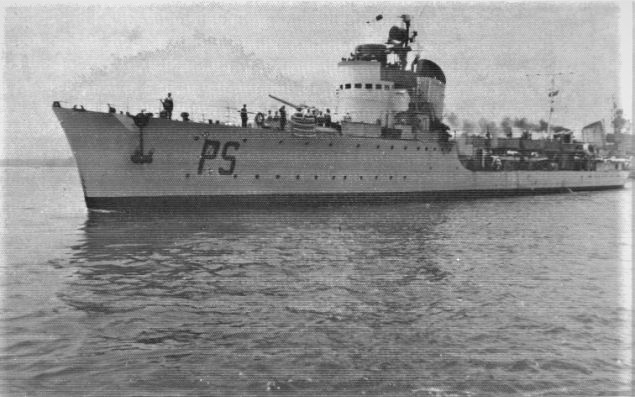
Torpilleur Perseo

Le torpilleur Perseo a répondu et a lancé des torpilles avec peu d'effet. les destroyers britanniques ont riposté en bombardant Perseo. Il a été bientôt incendié et a explosé, avec la perte de 133 des 216 hommes à bord, y compris le personnel naval au passage et son commandant, le lieutenant Cdr. Saverio Marotta, qui a refusé d'abandonner son navire après avoir été grièvement blessé. Le jour suivant, le navire-hôpital italien Principessa Giovanna a ramassé 4 survivants du Campobasso (20 hommes de plus du bateau à vapeur ont atteint la côte dans un canot de sauvetage) et 67 du Perseo. Le 6 mai, le navire-hôpital a été bombardé et endommagé par des avions alliés, faisant 54 morts et 52 blessés.
Un second convoi conduit par le torpilleur italien Tifone, escortant le transport Belluno jusqu'à Tunis et se chargeant de carburant d'aviation pour Bizerte, parvient à échapper aux destroyers britanniques après avoir assisté à la destruction du Campobasso. Le convoi du Tifone fut le dernier convoi de l'Axe à atteindre l'Afrique pendant la Seconde Guerre mondiale.
Au crépuscule le 8 mai, dans le cadre de l' Opération Retribution, les Paladin, Jervis et Nubian ont bombardé Kélibia, le point le plus à l'est de la péninsule du Cap Bon. Ce bombardement a été répété à l'aube le lendemain jusqu'à ce que toutes les forces de l'Axe se rendent en Tunisie.